# Kulindobryum
Kulindobryum, novootkriveni fosilni rod pravih mahovina iz srednje ili gornje jure čija pripadnost porodici i redu još nije poznata. Vrsta je otkrivena u Transbajkaliji u Rusiji, a ime je dobio po dolini Kulinda.
Rod i vrsta opisani su 2019.